# داریان (پاوه)
داریان (پاوه)، روستایی از توابع بخش مرکزی شهرستان پاوه در استان کرمانشاه ایران است. این روستا در دهستان هولی قرار دارد و براساس سرشماری مرکز آمار ایران در سال ۱۳۸۵، جمعیت آن ۸۶۹ نفر (۲۴۷خانوار) بوده‌است.
یکی از جاذبه های دیدنی این روستا  ، درختچه های زیبای ارغوان هستند که به گونه ای چشم نواز،  چهار طرف روستا رو در بر گرفته اند و جلوه ای بی بدیل به منظره زیبای این روستا ( خصوصا در فصل بهار ) داده است.
این روستا محل پرورش ماهی سردابی قزل آلا نیز می باشد و استخرهای متعدد پرورش ماهی در طول سالیان در این روستا احداث شده است.
داریان یکی از پر آب ترین روستاهای شهرستان پاوه بوده و چشمه های دائمی متعددی در این روستا وجود دارند.
در سالیان اخیر گاز رسانی به این روستا ، مهاجرت روستاییان به مرکز شهرستان را کاهش داده است
یکی از عالمان ادبی مطرح این روستا ، مرحوم مجید هدایتی می باشند که دفتر اشعار منحصر به فردی از ایشان به یادگار مانده است.

## ویژگی‌های روستا
این روستا در دامنه کوه شاهو از رشته کوه زاگرس قرار دارد و به واسطه چشمه سارهای فراوانی که دارد ، جزو پرآب ترین روستاهای منطقه می باشد. شغل غالب مردم روستا دامداری، پرورش آبزیان و باغداری است. انار روستای داریان جزء بهترین و با کیفیت ترین انارهای ایران است. 

## سد داریان
دریاچه سد داریان در جوار این روستا قرار دارد.